# Ancients

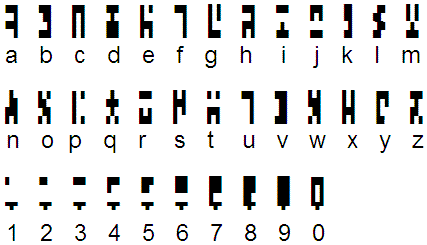
Het alfabet van de Ancients

De Ancients (ook wel de 'Ouden' in het Nederlands) zijn een fictief volk in de televisieserie Stargate SG-1 en Stargate Atlantis.
De Ancients, ook bekend als de Poortbouwers of Anquietas in hun eigen taal, waren de afstammelingen van de Altera die hun thuis-sterrenstelsel verlaten en naar de Melkweg verhuisden.
Ze bezaaiden deze met leven. Zij zijn een van de meest geavanceerde rassen in het universum, ontwikkeld voor miljoenen jaren voorafgaand aan de dag van vandaag en het bereiken van een niveau van technologie lang voordat de mensheid was geëvolueerd op aarde. Zij zijn het beste bekend als de bouwers van de Astria Porta(Stargate/Sterrenpoort) en Atlantis. De meesten van hen wonen nu op een hoger niveau van bestaan met oneindige kennis en macht.
De naam 'Ancients' of 'Ouden' is hun gegeven door de mensen die hen voor het eerst ontdekten, ze noemen zichzelf het Alteraanse volk, de inwoners van Atlantis worden het Lantiaanse volk genoemd (de planeet waarop Atlantis stond heette Lantea).

## Geschiedenis
Altera: De Alteraanse periode (Meer dan 50 miljoen jaar geleden)
De Alteranen waren de eersten uit de menselijke evolutie in vier sterrenstelsels (voor zover bekend). Er deed zich een splitsing tussen beide voor toen de Ouden wilden opstijgen door middel van de wetenschap en de Ori door middel van religie. Het is onbekend of er al opgestegen wezens waren tijdens deze periode en of de Ouden of de Ori hiervan op de hoogte waren. Wel is bekend dat beide rassen zelf naar opstijging toe werkten. Uiteindelijk, werden de Ori zo extreem in hun geloof, dat ze probeerden de Ouden uit te roeien. De Ori waren met veel meer dan de Ouden, maar door hun technologische achterstand tegenover hun tegenstanders zou het een gelijke strijd worden. De Ouden besloten echter, om genocide te voorkomen, om te vluchten met een groot ruimteschip.
De Ori bleven achter om hun eigen wegen te zoeken. Beide rassen bereikte opstijging, maar hun wegen blijven gescheiden.
Melkweg: Periode van de Ouden (50 tot 10-5 miljoen jaar geleden)
Na vele duizenden jaren ontdekken de Alteranen de Melkweg, ze noemden het Avalon, ze werden hier bekend als Ancients of Ouden. De eerste planeten die ze koloniseerden waren Dakara en Terra(Aarde). Ze bouwden vele sterrenpoorten en verspreidden ze door de hele Melkweg, ze bouwden fabricatie-schepen om poorten te bouwen en te plaatsen op planeten overal in het universum en stuurden ze op weg in de oneindige ruimte, gevolgd door een schip, genaamd "Destiny", dat bedoeld was voor latere generaties Alteranen om naartoe to gaan door de sterrenpoorten via het negende chevron om zo nieuwe werelden in nieuwe sterrenstelsels te koloniseren.
De ouden ontwikkelden nulpunt modules (Zero Point Modules), en gebruikten deze op hun vele kolonies, met name Terra, Proclarush Taonas en Heliopolis om hun basissen te voorzien van energie. Van de vroegere buitenposten wordt gedacht dat ze werden gebouwd vijftig miljoen jaar geleden. Ze vormden allianties (ook de grote alliantie met de Nox, Furlings en Asgard) en evolueerden op technologisch vlak enorm, vooral qua wapens, verzamelen en opslaan van hun kennis, maar vooral versnelde evolutie door genetische manipulatie om zo sneller op te stijgen naar een hoger niveau. Sommigen van de Ancients waren al zo geëvolueerd dat ze konden opstijgen zonder hulpmiddelen.
Deze periode wordt op wrede wijze afgesloten door een gevaarlijke plaag die zich door heel de Melkweg verspreidde, waardoor velen gedwongen waren om op te stijgen tot een hoger bestaansniveau of door te verhuizen naar andere sterrenstelsels. Door deze plaag en onderzoek naar opstijgen is Destiny en de vloot die er voorafging vergeten door de Ancients en vliegen deze verder op automatische piloot.
Ondertussen sterven de achterblijvers in de Melkweg uit. Degene die opgestegen zijn worden bekend als The Others (De Anderen).
Pegasus: Lantische periode (10-5 miljoen jaar geleden - 10.000 jaar geleden)
Na de plaag in de Melkweg zijn er Ancients gevlucht naar het sterrenstelsel Pegasus en vestigden zich op een planeet die Lantea heet. Ze wonen daar in de vliegende stad Atlantis, die tevens het ruimteschip is dat ze gebruikten om van de Melkweg naar Pegasus te vliegen.
Door het verliezen van de oorlog met de Wraith, waren ze gedwongen om te vluchten van Pegasus en hebben ze zich terug op Aarde gevestigd om aldaar hun laatste dagen te slijten. Zo is er nog een deel van de kennis van de Lanteanen tussen de algemene bevolking gebleven en zijn nieuwe beschavingen zich toen gaan ontwikkelen.

## Fysiologie(Ascension/Opstijging)
In de tientallen miljoenen jaren van hun bestaan evolueerden de Ancients geleidelijk naar een veel geavanceerde staat dan gewone mensen. Hun neurologische samenstelling was veel complexer dan die van een gemiddelde mens van nu. Omdat hun hersenen verder zijn ontwikkeld, is hun intelligentie en hun vermogen om kennis op te slaan sterk toegenomen, waardoor ze een aantal van de meest geavanceerde technologieën konden ontwikkelen die tot nog toe bekend zijn. Tegen het einde van hun evolutionaire ontwikkeling, nog voor dat ze opstegen, ontwikkelden ze ook nog diverse 'krachten', inclusief buitengewone zintuiglijke vermogens, het vermogen om anderen te genezen met hun gedachten, gedeeltelijke telepathie en krachtige telekinese. De eens opgestegen Merlijn keerde terug naar de menselijke vorm in de meest geavanceerde genetische staat die een menselijk wezen kan bereiken, met al deze mogelijkheden, inclusief het activeren van een sterrenpoort en het opwekken van energie met zijn geest. Dit is waarschijnlijk de laatste fase voor het opstijgen, dit is de ultieme evolutionaire toestand. Sommige van hun technologieën, kunnen deze toestand creëren in een niet-geëvolueerde mens zonder dat ze opstijgen.
Binnen hun genetische bouwstenen zit een bepaald gen, het zogenaamde Ancient Technology Activation(ATA)-gen, dat wordt gebruikt om hun technologie te activeren zoals controle stoelen, puddle jumpers(plas springers) en meer. Het is onbekend of het gen natuurlijk is of het resultaat van genetische manipulatie.
Ascension/Opstijging
Uiteindelijk zijn er veel Ouden in geslaagd zich te scheiden van hun fysieke lichaam, om eeuwig te leven als zuivere energie op een hoger niveau van bestaan met een oneindig grotere capaciteit voor kennis, wijsheid en een ondoorgrondelijke macht waaronder de mogelijkheid om hele vloten, legers en ruimte te vernietigen met hun gedachten.